# Acosma allardi
Acosma allardi is een vlinder uit de familie houtboorders (Cossidae). De wetenschappelijke naam van deze soort werd voor het eerst gepubliceerd in 2020 door Roman Viktorovitsj Jakovlev.
De soort komt voor in Congo-Kinshasa (Katanga).